# Stördämpfung
Eine Stördämpfung bzw. Filterdämpfung {\displaystyle a_{F}} dient der Quantifizierung der Entstörwirkung von Entstörmitteln und wird meist in Abhängigkeit von der Frequenz angegeben. Die Stördämpfung in dB berechnet man beispielsweise als logarithmisches Verhältnis der Spannungen vor und nach einem Filter:
{\displaystyle {\frac {a_{F}}{\mathrm {dB} }}=20\cdot lg{\frac {U_{1}}{U_{2}}}}
Die Filterdämpfung ist in der Regel positiv.
Verwandte Größen sind die Gleichtakt/Gegentakt-Dämpfung, die Schirmdämpfung und das Signal-Rausch-Verhältnis bzw. der Fremdspannungsabstand.